# La Rochette (Alpes-de-Haute-Provence)
La Rochette ist eine französische Gemeinde mit 72 Einwohnern (Stand 1. Januar 2022) im Département Alpes-de-Haute-Provence in der Region Provence-Alpes-Côte d’Azur. Sie gehört zum Kanton Castellane im Arrondissement Castellane.

## Geografie
Das Dorf liegt auf 850 m über dem Meer.
Die angrenzenden Gemeinden sind Entrevaux im Norden, Puget-Théniers (Berührungspunkt) und La Penne im Nordosten, Saint-Pierre im Osten, Sallagriffon im Südosten, Collongues im Süden, Amirat im Südwesten und Val-de-Chalvagne im Westen.

### Erhebung
- Pic de Salomon, 1196 m

## Bevölkerungsentwicklung
| Jahr      | 1962 | 1968 | 1975 | 1982 | 1990 | 1999 | 2008 | 2012 |
| --------- | ---- | ---- | ---- | ---- | ---- | ---- | ---- | ---- |
| Einwohner | 90   | 74   | 66   | 41   | 48   | 53   | 57   | 62   |

## Sehenswürdigkeiten
- Kapelle Saint-Saturnib
- Chapelle d’Avenos, datiert auf das Jahr 1815, in Privatbesitz
- Gefallenendenkmal
- Kirche Notre-Dame-des-Parans
- Fort

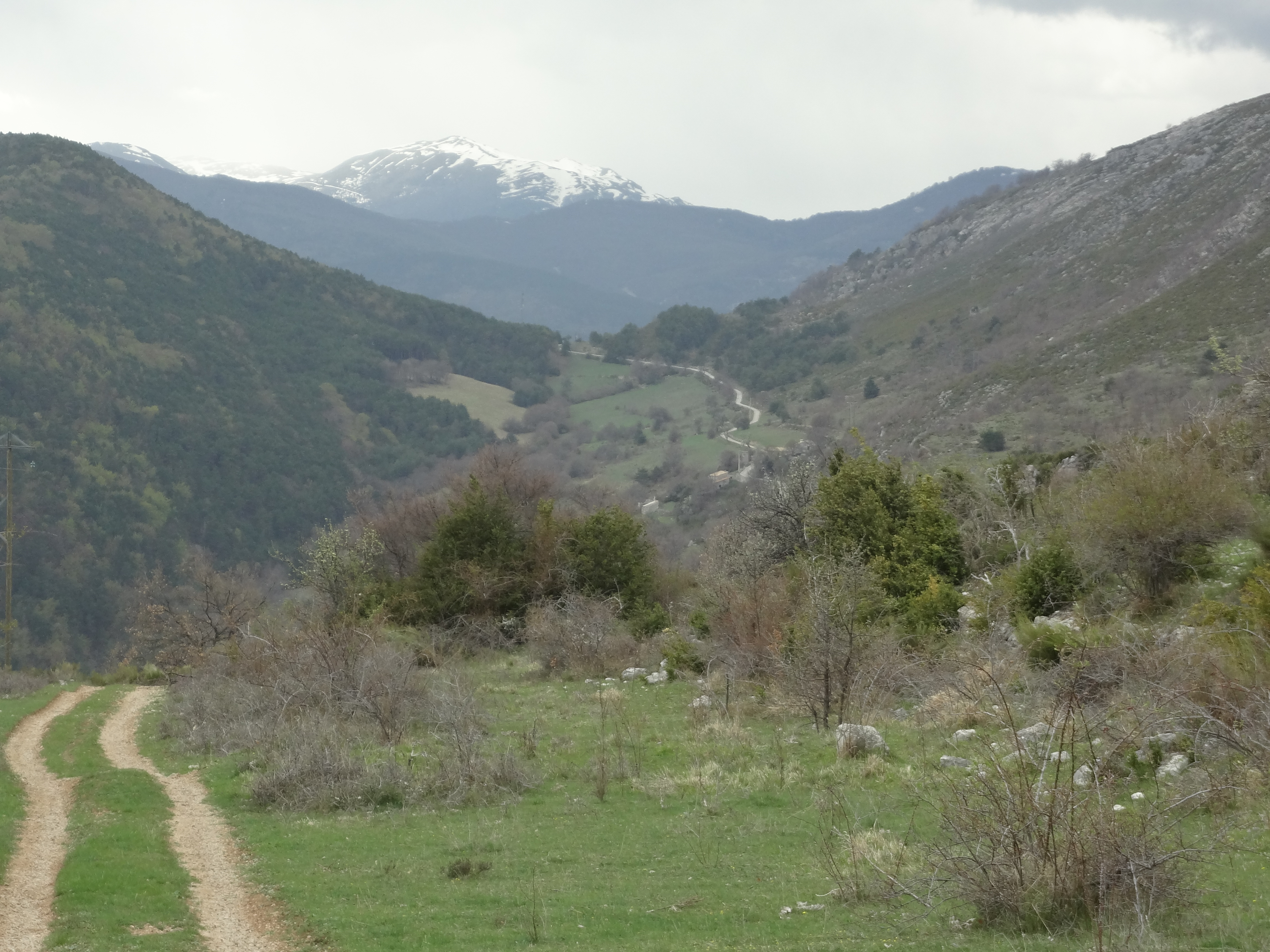
Col du Trébuchet
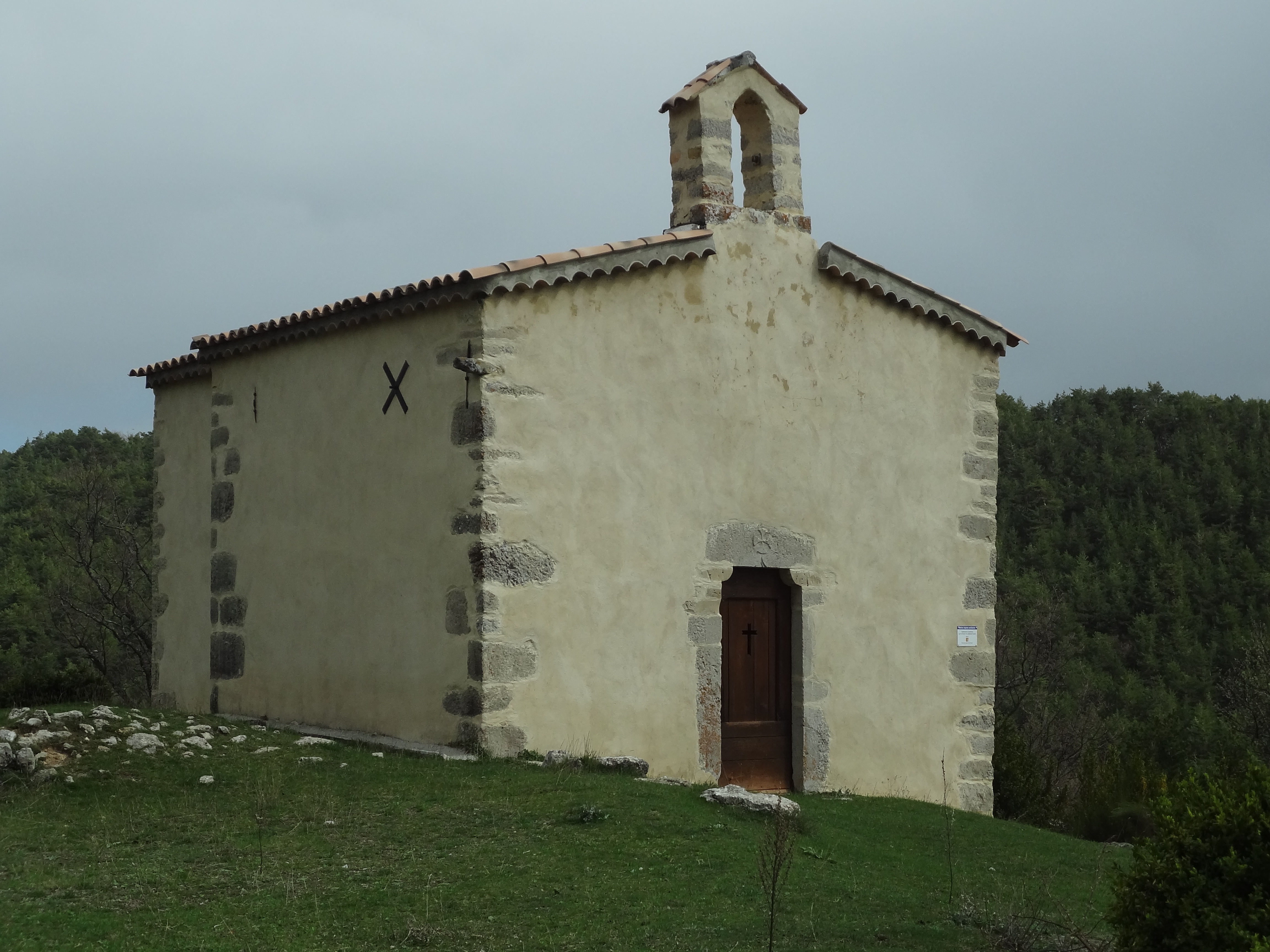
Kapelle Saint-Saturnin